# 長宗我部文兼
長宗我部 文兼（ちょうそかべ ふみかね、生没年不詳）は、室町時代の武将。

## 人物
長宗我部氏の第16代当主。父は長宗我部元親（南北朝期）。子に元門らがいる。
応仁の乱から逃れてきた一条教房を土佐国司として推戴し、土佐国内の豪族との融和を図った。また、土佐東部における諸寺院や吸江庵の運営の監督も行っており、一条氏を政治的に利用して、権威を拡大していった形跡がある。

## 参考
山本大『土佐長宗我部氏』（新人物往来社、1974年）